# 吉爾吉斯斯坦 (政黨)
吉爾吉斯斯坦（羅馬化：Kırgızstan）是吉尔吉斯斯坦的一个中間派政黨。它於2015年5月由前最高議會議員Kanatbek Isaev成立。
该党被认為“完全不关心政治”，並專注於支持吉爾吉斯斯坦總統索隆拜·热恩别科夫的政府。
該黨在該國南部擁有強大的支持基礎。在2015年議會選舉中，吉爾吉斯斯坦黨贏得了18個席位，獲得了12.75%的選票。